# Piratería corporal
La piratería corporal, también conocida como biohacking, se refiere a la práctica de aplicar los principios y técnicas de la ética hacker para mejorar o modificar las funciones del cuerpo humano mediante tecnologías cibernéticas y bioquímicas. Esta práctica puede incluir la implantación de dispositivos electrónicos y prótesis para mejorar la visión, la audición y otras funciones, así como la introducción de productos bioquímicos para mejorar la salud y el rendimiento físico.
Los grinders son una comunidad autoidentificada de hackers corporales que se asocian fuertemente con el movimiento de modificación corporal. Esta comunidad practica la implantación de dispositivos cibernéticos en cuerpos orgánicos como un medio para trabajar hacia el transhumanismo.
El biohacking también puede referirse al manejo de la propia biología mediante la combinación de técnicas médicas, nutricionales y electrónicas. Esto puede incluir el uso de nootrópicos, sustancias no tóxicas y/o dispositivos cibernéticos para registrar datos biométricos y mejorar la salud y el rendimiento físico. El biohacking es una tendencia creciente en el campo de la ciencia y la tecnología no institucional, y se considera un enfoque alternativo para mejorar la salud y la calidad de vida.

## Ideología
Los grinders se identifican en gran medida con las ideologías transhumanistas y biopunk. El transhumanismo es la creencia de que es posible y deseable alterar la condición humana mediante el uso de tecnologías para crear un ser posthumano superior. Los grinders practican lo que se conoce como biohacking "duro", que busca expandir los límites de la percepción humana y crear nuevos sentidos.
El biopunk es un movimiento cultural e intelectual que defiende el progreso tecnológico y aboga por el acceso libre a la información genética, con el fin de lograr una verdadera democratización. Al igual que otros movimientos punk, el biopunk promueve la ética del "hazlo tú mismo" (DIY) y los "Grinders" se enfocan en una vertiente anarquista del biopunk que prioriza la ciencia no jerárquica y el "bricolaje".
El tecnoprogresismo y el transhumanismo se ven influenciados por los cyborgs y la teoría que los rodea. Estos conceptos tienen una gran importancia tanto para el movimiento DIY-bio como para el movimiento grinder en general. Los biohackers, como los grinders y el profesor Kevin Warwick, están activamente involucrados en el diseño y la implementación de tecnologías que se integran directamente en el cuerpo humano. Ejemplos incluyen los implantes magnéticos en la punta de los dedos o el "Proyecto Cyborg" de Warwick. La teoría de los Cyborgs comenzó en 1985 con el "Manifiesto Cyborg" de Donna Haraway, aunque se remonta al artículo "Cyborgs and Space" de Manfred Clynes y Nathan Klines. Esta teoría cuestiona los límites ontológicos y busca desnaturalizar las dicotomías artificiales. En resumen, el movimiento grinder se encuentra en la intersección de la tecnología, la cultura y la teoría crítica, lo que representa una nueva forma de relación entre la humanidad y la tecnología.
- Kevin Warwick es un científico británico y profesor de cibernética que ha sido fundamental en el avance y la popularización de la tecnología cyborg y el biohacking a través de sus autoexperimentos.
- Steve Mann es profesor de ingeniería eléctrica e informática y ha dedicado su carrera a inventar, implementar e investigar tecnologías cyborg, en particular, tecnologías informáticas portátiles.
- Amal Graafstra es conocida por implantar un chip RFID en 2005 y desarrollar chips aptos para humanos, incluido el primer chip NFC implantable.[17] En 2013, fundó la nueva empresa de biotecnología Dangerous Things. También es autor de RFID Toys[18] y disertante sobre temas de biohacking, incluida una charla TEDx.[19] También construyó una pistola inteligente que se activa con sus implantes.[20] Ha creado un procesador criptográfico implantable llamado VivoKey para aplicaciones de identidad personal y criptografía.
- Lepht Anonym es un biohacker y transhumanista conocido por las autocirugías y la implementación material de las ideologías transhumanistas.[21]
- Winslow Strong es matemático y físico.[22]
- Tim Cannon es un desarrollador de software, empresario y cofundador de la empresa emergente de biotecnología Grindhouse Wetware.[23]
- Jeffrey Tibbetts es el organizador de los eventos Grindfest en su laboratorio en California. Es un investigador de biohacking cuyo trabajo ha aparecido en varias fuentes, como Gizmodo.[24]
- Alex Smith es un biohacker conocido por su trabajo en el desarrollo de nuevos implantes, como los implantes Firefly.[25] Ha hablado en varias conferencias, incluida DEFCON,[26] y ha aparecido en una serie de artículos periodísticos.[27]
- Rich Lee es conocido por implantarse auriculares en su oreja en 2013, así como por su trabajo en un implante pélvico vibratorio llamado Lovetron9000. Sus actividades de biohacking se usaron como justificación para retirar sus derechos de patria potestad en 2016.[28][29]
- Brian Hanley es un microbiólogo estadounidense que se hizo conocido por ser uno de los primeros biohackers en diseñar su propio ADN utilizando la terapia génica para mejorar y prolongar la vida humana.[30]
- Meow-Ludo Disco Gamma Meow-Meow implantó un microchip utilizado para la tarjeta Opal en Sydney, Australia, aunque posteriormente fue multado con 220 dólares por no cumplir con las leyes de tránsito existentes. También corrió contra Barnaby Joyce en la División de Nueva Inglaterra.[31]
- Josiah Zayner intentó un trasplante completo de microbiota fecal en sí mismo en febrero de 2016.[32]
- Dave Asprey es un empresario y autor estadounidense que fundó Bulletproof 360 en 2013. Asprey ha escrito cinco libros sobre biohacking. A partir de 2019, Asprey había gastado al menos $1 millón "hackeando su propia biología", incluida la extracción de partes de su médula ósea y luego reinyectando sus propias células madre, tomando 100 suplementos diarios, siguiendo una dieta estricta, bañándose en luz infrarroja, usando una cámara de oxígeno hiperbárico y usando lentes Irlen para corregir el síndrome de Irlen.
- Hannes Sjöblad es un biohacker que ha estado experimentando con implantes de chips NFC desde 2015. En su charla en Echappée Voléé 2016 en París, Sjöblad dijo que también se ha implantado un chip entre el índice y el pulgar y lo usa para desbloquear puertas, realizar pagos, desbloquear su teléfono, y esencialmente reemplazar todo lo que está en sus bolsillos.[33] También ha organizado varias "fiestas de implantes", donde las partes interesadas pueden implantarse chips.[34]
- Tim Vasilev es un pionero del biohacking y el divulgador más famoso de la práctica en la CEI. En 2018, abrió su propio laboratorio de biohacking, gastando más de $2 millones junto con socios.[35] Vasilev tiene una década de experiencia en la optimización de la salud y el rendimiento de ejecutivos y atletas profesionales, incluidos los medallistas olímpicos.

## Grupos y organizaciones
- Grindhouse Wetware, empresa emergente de biotecnología con sede en Pittsburgh, Pensilvania.
- KSEC Solutions, distribuidor mundial y consultoría con sede en el Reino Unido.

- Biología de bricolaje